# Матвеев, Сергей Владимирович
Серге́й Влади́мирович Матве́ев (род. 5 декабря 1947, Раевский, Альшеевский район, Башкирская АССР) — российский учёный-математик и педагог, специалист в области маломерной топологии, член-корреспондент РАН (1997), академик РАН (2016), доктор физико-математических наук, профессор.
Заведующий кафедрой компьютерной топологии и алгебры Челябинского государственного университета, руководитель отдела алгоритмической топологии Института математики и механики Уральского отделения РАН (созданного на базе кафедры КТиА ЧелГУ).

## Биография и научная деятельность
Окончил восьмилетнюю школу в Салавате, физико-математическую школу-интернат № 18 при МГУ (СУНЦ), после чего поступил на мехмат МГУ. Окончил МГУ в 1970 году. В 1974 году там же защитил кандидатскую диссертацию.
Работал в Челябинском политехническом институте, с 1977 года — в Челябинском государственном университете. В 1988 году защитил докторскую диссертацию.
Сфера научных работ — топология многообразий низших размерностей, основные результаты — предложенная им теория сложности трёхмерных многообразий, доказательство теоремы классификации многообразий Хакена. Исследования Матвеева нашли применение в гиперболической геометрии и теории интегрируемых гамильтоновых систем. Вместе с учениками развил теорию эффективного распознавания трёхмерных многообразий, построенные алгоритмы реализованы программно.

## Награды и признание
- Награждён нагрудными знаками «За отличные успехи в работе» и «Почётный работник высшего профессионального образования Российской Федерации». В 2001 году за успехи, достигнутые в педагогической и научной деятельности, награждён медалью ордена «За заслуги перед Отечеством» II степени, в 2007 году — медалью ордена «За заслуги перед Отечеством» I степени.
- Почётная грамота Президента Российской Федерации (5 февраля 2024 года) — за заслуги в развитии отечественной науки, многолетнюю плодотворную деятельность и в связи с 300-летием со дня основания Российской академии наук[1].